# NXT UK Women's Championship
El NXT UK Women's Championship (Campeonato Femenino del Reino Unido de NXT, en español), fue un campeonato de lucha libre profesional creado y utilizado por la compañía estadounidense WWE para su marca NXT UK, siendo inaugurado el 18 de junio de 2018. La última campeona fue Meiko Satomura.

## Historia
El campeonato fue anunciado junto con el United Kingdom Tag Team Championship el 18 de junio de 2018 como parte de la nueva marca de WWE NXT UK.

### Torneo inaugural
|  | Cuartos de final     | Cuartos de final     |             |            | Semifinales          | Semifinales          |  |  | Final                | Final                |  |
|  | 25 de agosto de 2018 | 25 de agosto de 2018 |             |            | 26 de agosto de 2018 | 26 de agosto de 2018 |  |  | 26 de agosto de 2018 | 26 de agosto de 2018 |  |
|  |                      |                      |             |            |                      |                      |  |  |                      |                      |  |
|  |                      |                      |             |            |                      |                      |  |  |                      |                      |  |
|  | Jinny                | Pin                  |             |            |                      |                      |  |  |                      |                      |  |
|  | Jinny                | Pin                  |             |            |                      |                      |  |  |                      |                      |  |
|  | Millie McKenzie      | 4:54                 |             |            |                      |                      |  |  |                      |                      |  |
|  | Millie McKenzie      | 4:54                 |             | Jinny      | 10:30                |                      |  |  |                      |                      |  |
|  |                      |                      |             | Jinny      | 10:30                |                      |  |  |                      |                      |  |
|  |                      |                      | Toni Storm  | Pin        |                      |                      |  |  |                      |                      |  |
|  | Toni Storm           | Pin                  | Toni Storm  | Pin        |                      |                      |  |  |                      |                      |  |
|  | Toni Storm           | Pin                  |             |            |                      |                      |  |  |                      |                      |  |
|  | Isla Dawn            | 4:06                 |             |            |                      |                      |  |  |                      |                      |  |
|  | Isla Dawn            | 4:06                 |             |            |                      | Toni Storm           |  |  |                      |                      |  |
|  |                      |                      |             |            |                      |                      |  |  |                      |                      |  |
|  |                      |                      | Rhea Ripley | Pin        |                      |                      |  |  |                      |                      |  |
|  | Dakota Kai           | Pin                  | Rhea Ripley | Pin        |                      |                      |  |  |                      |                      |  |
|  | Dakota Kai           | Pin                  |             |            |                      |                      |  |  |                      |                      |  |
|  | Nina Samuels         | 4:39                 |             |            |                      |                      |  |  |                      |                      |  |
|  | Nina Samuels         | 4:39                 |             | Dakota Kai | 9:51                 |                      |  |  |                      |                      |  |
|  |                      |                      |             | Dakota Kai | 9:51                 |                      |  |  |                      |                      |  |
|  |                      |                      | Rhea Ripley | Pin        |                      |                      |  |  |                      |                      |  |
|  | Rhea Ripley          | Pin                  | Rhea Ripley | Pin        |                      |                      |  |  |                      |                      |  |
|  | Rhea Ripley          | Pin                  |             |            |                      |                      |  |  |                      |                      |  |
|  | Xia Brookside        | 5:13                 |             |            |                      |                      |  |  |                      |                      |  |
|  | Xia Brookside        | 5:13                 |             |            |                      |                      |  |  |                      |                      |  |
|  |                      |                      |             |            |                      |                      |  |  |                      |                      |  |

## Campeonas
La campeona inaugural fue Rhea Ripley, quien ganó un torneo al derrotar en la final a Toni Storm el 26 de agosto de 2018; desde entonces hubo 5 campeonas oficiales, repartidos en 5 reinados en total. Kay Lee Ray es la única luchadora del Reino Unido que ha ostentado el título, siendo Rhea Ripley de Australia, Toni Storm de Nueva Zelanda, y Meiko Satomura de Japón.
El reinado más largo en la historia del título perteneció a Kay Lee Ray, quien mantuvo el campeonato por 649 días, y el más corto a Rhea Ripley, quien solo lo tuvo 139 días. 
La campeona más joven fue Rhea Ripley, quien logró el título con 21 años y 319 días. En contraparte, la campeona de más edad es Meiko Satomura, quien a los 41 años y 205 días derrotó a Kay Lee Ray en NXT UK. En cuanto al peso, Meiko Satomura es la más pesada, con 68 kilogramos, mientras que Kay Lee Ray es la más liviana, con 51 kilogramos.

### Lista de campeonas
| N.º | Campeona       | Lucha                   | Lucha                      | Lucha                  | Estadísticas | Estadísticas | Estadísticas |
| N.º | Campeona       | Fecha                   | Evento                     | Ubicación              | Reinado      | Días         | Notas |
| --- | -------------- | ----------------------- | -------------------------- | ---------------------- | ------------ | ------------ | --- |
| 1   | Rhea Ripley    | 28 de noviembre de 2018 | NXT UK                     | Birmingham, Inglaterra | 1            | 44           | Derrotó a Toni Storm en la final de un torneo para convertirse en la campeona inaugural. |
| 2   | Toni Storm     | 12 de enero de 2019     | NXT UK TakeOver: Blackpool | Blackpool, Inglaterra  | 1            | 231          | [ 4 ] |
| 3   | Kay Lee Ray    | 31 de agosto de 2019    | NXT UK TakeOver: Cardiff   | Cardiff, Gales         | 1            | 649          | Este reinado incluye un periodo de 187 días durante el que no se llevó a cabo ningún combate de NXT UK debido a la pandemia de COVID-19. |
| 4   | Meiko Satomura | 10 de junio de 2021     | NXT UK                     | Londres, Inglaterra    | 1            | 451          | [ 7 ] |
| —   | Unificado      | 4 de septiembre de 2022 | Worlds Collide             | Orlando, Florida       | —            | —            | Mandy Rose derrotó a Meiko Satomura y a Blair Davenport en una triple amenaza para unificar el Campeonato Femenino de NXT UK con el Campeonato Femenino de NXT. De esta forma, el Campeonato Femenino de NXT UK fue retirado, con Satomura siendo reconocida como la campeona final. |

### Total de días con el título

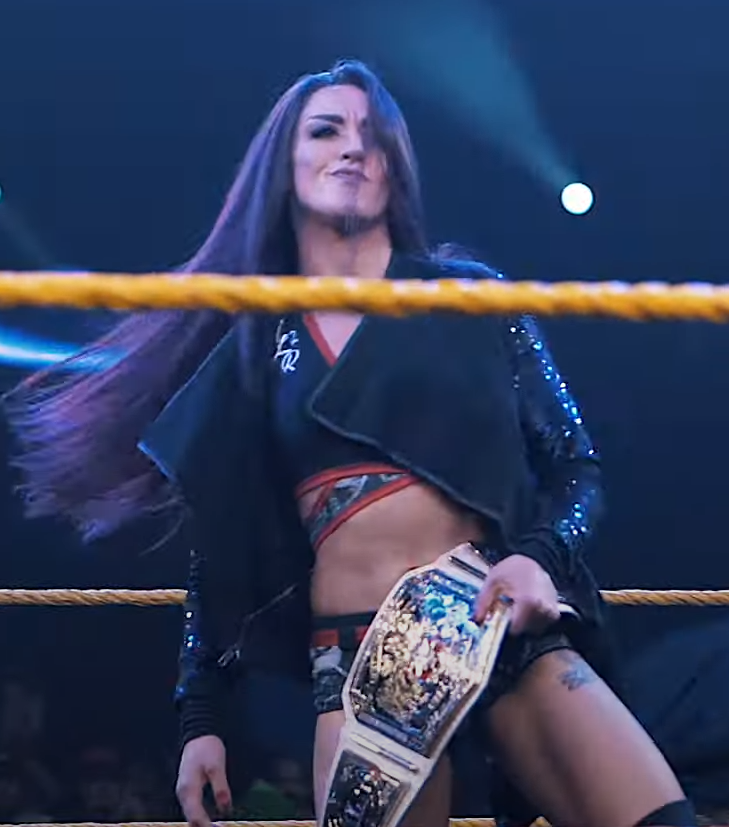
Kay Lee Ray posee el récord del reinado más largo de la historia del campeonato, con 649 días. Además, posee la marca de ser la mujer con el segundo reinado más largo en la historia de la WWE con un campeonato femenil.

| N.º | Campeona       | Reinados | Días totales |
| --- | -------------- | -------- | ------------ |
| 1   | Kay Lee Ray    | 1        | 649          |
| 2   | Meiko Satomura | 1        | 451          |
| 3   | Toni Storm     | 1        | 231          |
| 4   | Rhea Ripley    | 1        | 44           |